# ヘリーの選択定理
数学におけるヘリーの選択定理（ヘリーのせんたくていり、英: Helly's selection theorem）は、局所的に有界変動函数であり、ある点において一様有界であるような函数は収束部分列を持つ、ということを述べた定理である。言い換えると、空間 BVloc に対するコンパクト性定理である。オーストラリアの数学者であるエードゥアルト・ヘリーの名にちなむ。
この定理は解析学において広く応用されている。確率論において、この結果は緊密な測度の族のコンパクト性を意味する。

## 定理の内容
U を実数直線のある開部分集合とし、fn : U → R, n ∈ N を函数列とする。次を仮定する。
- (fn) は U にコンパクトに埋め込まれる任意の W 上の一様有界全変動（英語版）とする。すなわち、コンパクトな閉包を持つすべての集合 W ⊆ U に対して

{\displaystyle \sup _{n\in \mathbb {N} }\left(\left\|f_{n}\right\|_{L^{1}(W)}+\left\|{\frac {\mathrm {d} f_{n}}{\mathrm {d} t}}\right\|_{L^{1}(W)}\right)<+\infty ,}
が成り立つ。ここで微分は緩増加超函数の意味で取られる；
- (fn) はある点において一様有界である。すなわち、ある t ∈ U に対して { fn(t) | n ∈ N } ⊆ R は有界である。

このとき、fn のある部分列 fnk, k ∈ N と、局所的に有界変動であるような函数 f : U → R が存在して、次が成立する。
- fnk は f に各点収束する；
- fnk は L1 において局所的に f に収束する（局所可積分函数を参照）。すなわち、U 内のすべてのコンパクトな埋め込み W に対して次が成り立つ。

{\displaystyle \lim _{k\to \infty }\int _{W}{\big |}f_{n_{k}}(x)-f(x){\big |}\,\mathrm {d} x=0;}
- また U 内のコンパクトな埋め込み W に対して、次が成り立つ。

{\displaystyle \left\|{\frac {\mathrm {d} f}{\mathrm {d} t}}\right\|_{L^{1}(W)}\leq \liminf _{k\to \infty }\left\|{\frac {\mathrm {d} f_{n_{k}}}{\mathrm {d} t}}\right\|_{L^{1}(W)}.}

## 一般化
ヘリーの選択定理には多くの一般化と拡張が存在する。バナッハ空間に値を取る BV 函数に対する次の定理は、Barbu and Precupanu によるものである。
X を回帰的かつ可分なヒルベルト空間とし、E を X の閉凸集合とする。Δ : X → [0, +∞) を正定かつ次数1の斉次函数とする。すべての n ∈ N と t ∈ [0, T] に対して zn は BV([0, T]; X) 内の一様有界列で、zn(t) ∈ E とする。このとき、ある部分列 znk と函数 δ, z ∈ BV([0, T]; X) が存在して、次が成り立つ。
- すべての t ∈ [0, T] に対して

{\displaystyle \int _{[0,t)}\Delta (\mathrm {d} z_{n_{k}})\to \delta (t);}
- すべての t ∈ [0, T] に対して

{\displaystyle z_{n_{k}}(t)\rightharpoonup z(t)\in E;}
- すべての 0 ≤ s < t ≤ T に対して

{\displaystyle \int _{[s,t)}\Delta (\mathrm {d} z)\leq \delta (t)-\delta (s).}